# Jean-Eudes Bergeron
Pour les articles homonymes, voir Bergeron.
Jean-Eudes Bergeron est un administrateur public québécois né à Normandin le 31 mars 1934.
Il est atteint de poliomyélite depuis 1954. 

## Distinctions
- 1998 - Chevalier de l'Ordre national du Québec